# Capinópolis (ort)
Capinópolis är en ort i Brasilien.   Den ligger i kommunen Capinópolis och delstaten Minas Gerais, i den sydöstra delen av landet, 400 km sydväst om huvudstaden Brasília. Capinópolis ligger 536 meter över havet och antalet invånare är 12 486.
Terrängen runt Capinópolis är lite kuperad. Runt Capinópolis är det ganska glesbefolkat, med 27 invånare per kvadratkilometer.. Det finns inga andra samhällen i närheten.
Omgivningarna runt Capinópolis är en mosaik av jordbruksmark och naturlig växtlighet.